# 七海こころ
七海 こころ（ななみ こころ、2月19日 - ）は、日本の女性声優。東京都出身。ヴィムス所属。

## 略歴
声優になろうと思ったきっかけは七海曰く色々あるが、一言で言うと「直感」だと語る。
日本ナレーション演技研究所出身者である。
2023年3月にマリン・エンタテインメントによって結成された声優ユニット「Ciel」（シエル）のメンバー。

## 人物
趣味は読書、特技はピアノや声楽。

## 出演
太字はメインキャラクター。

### テレビアニメ
- Z/X Code reunion（2019年、ローズマリー）
- スケートリーディング☆スターズ（2021年、ミリオンファン）
- シャインポスト（2022年、美容師）
- Extreme Hearts（2022年、宮本椎奈）
- 冰剣の魔術師が世界を統べる（2023年、トォリィ＝スガルゥ、アザート＝イーコ）
- BanG Dream! It's MyGO!!!!!（2023年、みお）

### Webアニメ
- ベイブレードバースト スパーキング（2020年、 少年ブレーダーたち）
- ちびりべ（2021年、女子）

### ゲーム
2020年
- ブラウンダスト（アクア）

2021年
- 魔界戦記ディスガイア6（メロディア）
- パズルガールズ（アルゴー、ペガサス、レナウン）

2023年
- Tokyo 7th シスターズ（恋渕 カレン）
- 女神楽園 ガーデス・パラダイス（左慈、ヴァーリ）

2024年
- モンスターストライク（アナーヒター）

### ボイスコミック
- ポンポコロボ アト＆スゥ（2021年、スゥ[9][10]）

### オーディオドラマ
- Extreme Hearts S×S×S（2022年、宮本椎奈）

### ラジオ
※はインターネット配信
- 七海こころのラジふぁぼ～木曜日～（2021年 - 、Phononチャンネル※）[11]

### その他
- Z/X -Zillions of enemy X-（2021年、エンジュ[12]）

## ディスコグラフィ

### キャラクターソング
| 発売日        | 商品名                                                        | 歌                     | 楽曲                                               | 備考                                 |
| ------------- | ------------------------------------------------------------- | ---------------------- | -------------------------------------------------- | ------------------------------------ |
| 2022年2月15日 | Make your "HAPPY"                                             | iDA                    | 「Make your wish come true」                       | 『Z/X -Zillions of enemy X-』関連曲  |
| 2022年10月5日 | Extreme Hearts キャラクターソングアルバム「BEST 4 U」         | LINK@Doll              | 「Dreaming Soda」                                  | テレビアニメ『Extreme Hearts』関連曲 |
| 2023年2月8日  | ゴチャメチャ×ワンダーランド                                   | RiPoP                  | 「ゴチャメチャ×ワンダーランド」                    | ゲーム『Tokyo 7th シスターズ』関連曲 |
| 2023年2月14日 | ライフ・イズ・サーカス                                        | RiPoP                  | 「ライフ・イズ・サーカス」                         | ゲーム『Tokyo 7th シスターズ』関連曲 |
| 2023年2月25日 | Z/X -Zillions of enemy X- 10th Anniversary Album 「IGNITION」 | SHiFT、iDA             | 「ゼクス アクティベート! -10th-（SHiFT＆iDAver）」 | 『Z/X -Zillions of enemy X-』関連曲  |
| 2023年8月23日 | Z/X -Zillions of enemy X- iDOL SPECiAL SiTUATiON CD「MiRAGE」 | iDA                    | 「Shake me up」                                    | 『Z/X -Zillions of enemy X-』関連曲  |
| 2023年8月23日 | Z/X -Zillions of enemy X- iDOL SPECiAL SiTUATiON CD「MiRAGE」 | エンジュ（七海こころ） | 「Shake me up」                                    | 『Z/X -Zillions of enemy X-』関連曲  |
| 2024年7月17日 | Z/X -Zillions of enemy X- LiNK iDOL Album 「ASCENSiON」       | エンジュ（七海こころ） | 「デスメタルお姉さん」                             | 『Z/X -Zillions of enemy X-』関連曲  |